# ふしぎ通信トイレの花子さん
『ふしぎ通信トイレの花子さん』（ふしぎつうしんトイレのはなこさん）は、原作・もぎひろむ、まんが・南条アキマサの漫画作品。『月刊コミックブンブン』で連載された。また、同誌付録DVD用にオープニングアニメが制作された。
同誌で連載されている『学校の怪談』の案内役に準ずる、トイレの花子さんを筆頭としたキャラクターが登場する。同系列の作品としては、アクション・戦闘シーンがあることが特徴。キャラクターの画風は、いわゆる萌え系なポップなものでまとめられている。

## 主題歌
- 『トキメキの笑顔』
  - 歌：姫神ゆず